# Palácio de Lahane

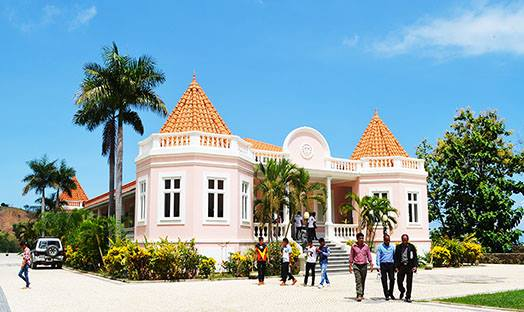
Der Palácio de Lahane

Der Palácio de Lahane (Lahane-Palast), auch Palácio das Nobres (deutsch Adelspalast), war früher die Residenz des portugiesischen Gouverneurs von Portugiesisch-Timor. Er steht im Suco Lahane Ocidental (Verwaltungsamt Vera Cruz, Gemeinde Dili), unterhalb des Foho Marabia.

## Übersicht

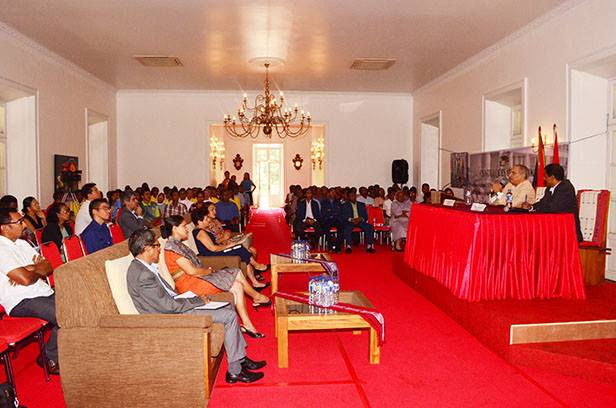
Veranstaltungssaal im Palast

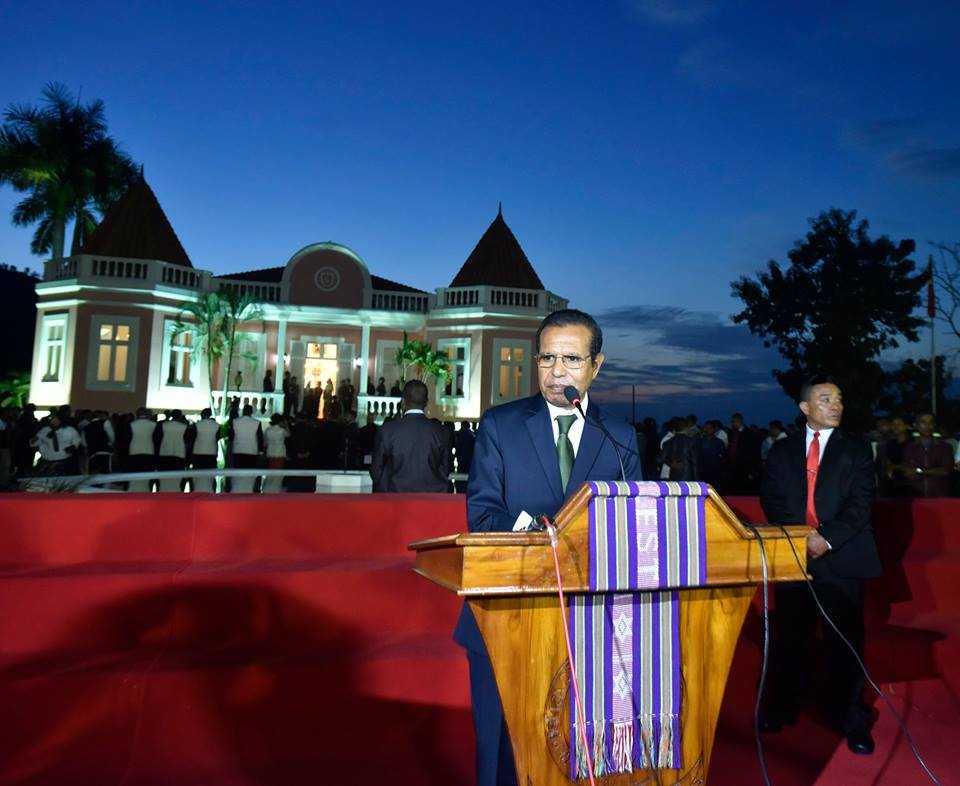
Vereidigungszeremonie von Premierminister Taur Matan Ruak 2018 vor dem Palast

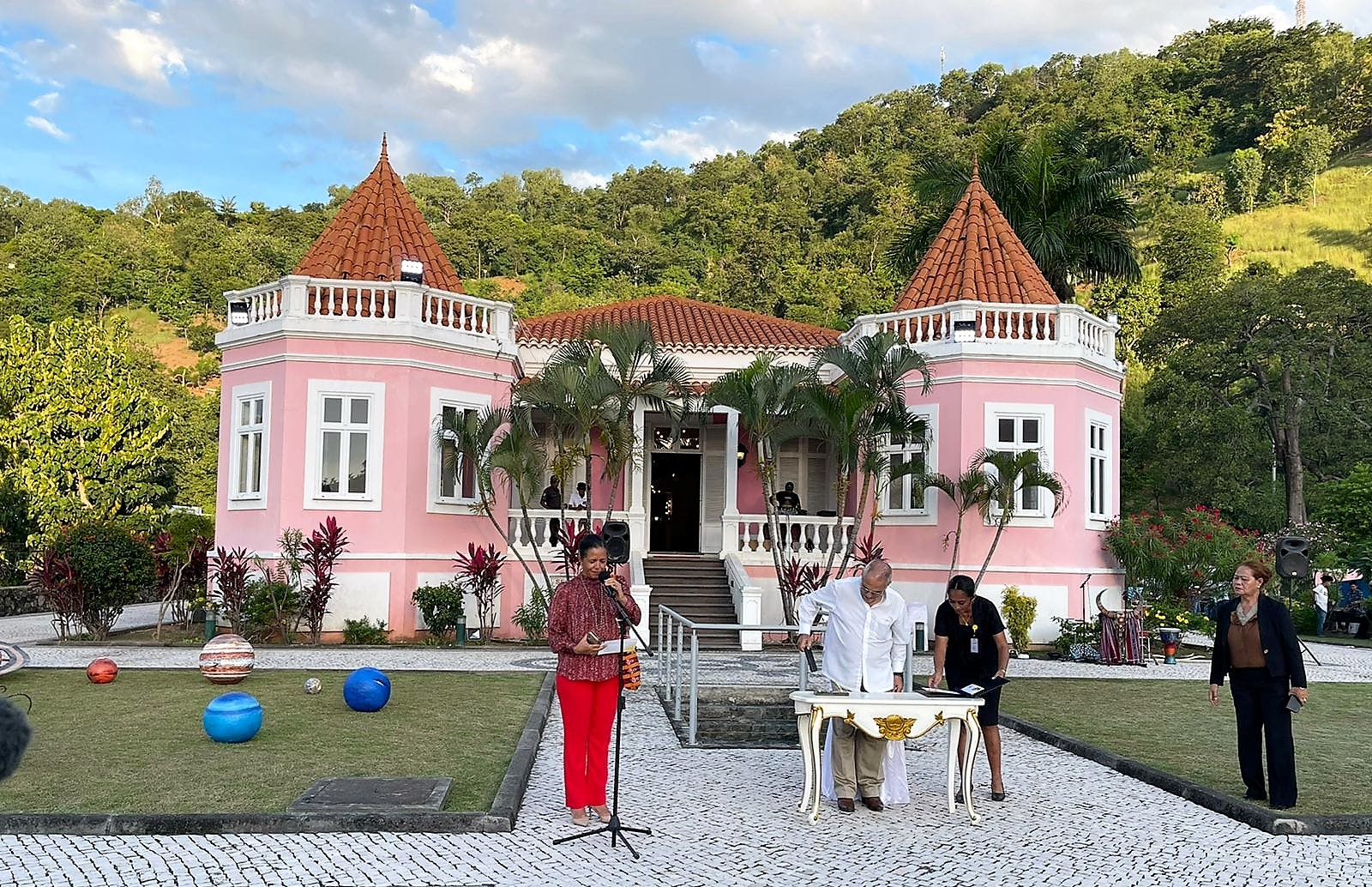
Rückseite des Palastes (2023)

Gouverneur Afonso de Castro (1859 bis 1861 und 1862 bis 1863) ließ sich 1860 einen Wohnsitz in Lahane erbauen, anderthalb Kilometer südlich des Stadtzentrums der Kolonialhauptstadt Dili in den Bergen, da das Tiefland an der Bucht als malariaverseucht galt. Gouverneur João Maria Pereira (1883–1885) plante dann eine offizielle Residenz, doch erst unter Alfredo de Lacerda Maia (1885–1887) wurde der Palácio de Lahane als Wohnsitz des Gouverneurs errichtet. Die Amtsräume befanden sich im Zentrum Dilis im Palácio das Repartições.
Die Residenz ist heute ein einstöckiges, rosafarbenes Gebäude mit achteckigen Türmen an jeder der vier Ecken. Der Bau wurde restauriert, nachdem er in der letzten Gewaltwelle der indonesischen Besatzung, um das Unabhängigkeitsreferendum in Osttimor 1999, niedergebrannt worden war. Damals waren nur die Mauern stehen geblieben. Die Restaurierung wird aber teilweise kritisiert. Zwar ist die rosa Farbe nicht unästhetisch, aber die Originalfarbe war Grau. Außerdem wurden die Innenwände entfernt, um einen Festsaal für formelle Anlässe zu schaffen. Auf der Rückseite wurde eine Terrasse angeschlossen, und ein Keller wurde gebaut. Kritisiert wird auch der Fußweg, der in portugiesischen Stil gepflastert ist, denn zur kolonialen Zeit gab es einen solchen nicht. Der Symmetrie kommt der Bau des vierten Turms entgegen, der vom Eingang aus gesehen hinten links im Original fehlte. Die spitzen Dächer der Türme, die nach dem Zweiten Weltkrieg verschwunden waren, wurden wieder hergestellt, allerdings behielt man die Balustrade bei.
Als im Februar 2013 der Präsidentenpalast durch Überflutungen mit Schlamm verunreinigt wurde, diente der Palácio de Lahane als vorübergehendes Büro des Staatspräsidenten.

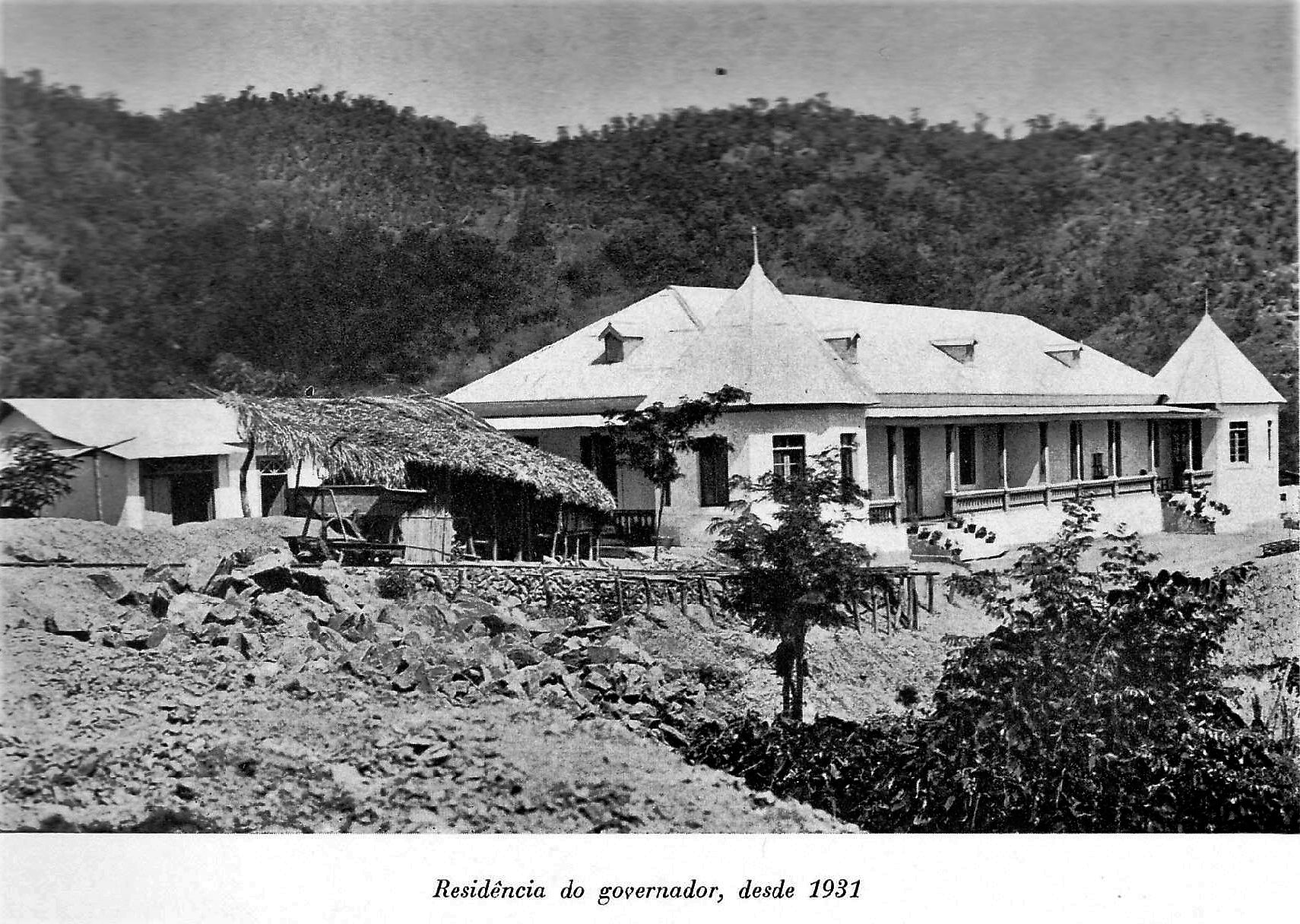
1931
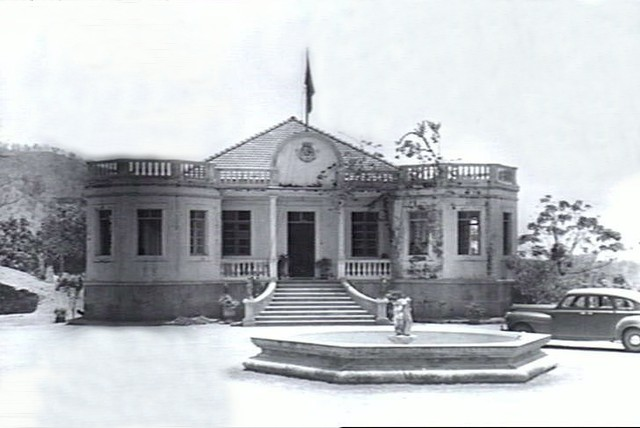
1945